# KS Developres Rzeszów
KS Developres Rzeszów är en polsk volleybollklubb från Rzeszów som spelar i Tauron Liga. Klubben grundades 2012 och tog säsongen 2016/2017 sin första medalj i polska mästerskapet – ett brons.

## Historia
KS Developres Rzeszów bildades den 25 april 2012. Under debutsäsongen 2012/2013 i II liga slutade klubben på andra plats och blev uppflyttade till I liga. Klubben blev under säsongen 2013/2014 även uppflyttade till Orlen Liga. Under sina två första säsonger i högsta divisionen slutade Developres Rzeszów näst sist i serien.
Säsongen 2016/2017 blev det förändringar i Developres Rzeszów och många nya spelare tillkom i tränaren Jacek Skroks lag som efter 16 omgångar var på fjärde plats i serien. I januari 2017 anställdes den italienska tränaren Lorenzo Micelli som lyckades behålla lagets goda form. Developres Rzeszów tog sig till semifinal i polska mästerskapet, där det blev förlust mot Chemik Police med 3–0 i set i två raka matcher. Klubben besegrade sedan Impel Wrocław i bronsmatchen och vann sin första medalj i Orlen Liga.
Säsongen 2017/2018 tillkom serbiska Jelena Blagojević i laget och blev klubbens nya lagkapten. Developres Rzeszów spelade för första gången i Champions League, där de blev utslagna i gruppspelet. I seriespelet blev det en fjärdeplats efter förlust mot Grot Budowlani Łódź i bronsmatchen.
Säsongen 2018/2019 tog Developres Rzeszów sig till final i polska cupen, där det blev en förlust i finalen mot Chemik Police. I seriespelet förlorade klubben mot ŁKS Commercecon Łódź i semifinalen i slutspelet. Developres Rzeszów beslutade mitt under slutspelet att avbryta samarbetet med tränaren Lorenzo Micelli och assisterande tränaren Bartłomiej Dąbrowski tog då över klubben. I kampen om bronset ställdes Developres Rzeszów mot föregående års mästare Chemik Police. Mötet avgjordes i bästa av fem matcher och klubben tog sin andra bronsmedalj efter att ha vunnit med 3–1 i matcher.
Inför säsongen 2019/2020 anställdes franska tränaren Stéphane Antiga med ambitioner om att föra Developres Rzeszów till sitt första guld. Klubben slutade på andra plats och tog sitt första silver efter att slutat endast en poäng bakom Chemik Police i serien. Det spelades inget slutspel detta år på grund av coronaviruspandemin. Developres Rzeszów tog sig under säsongen även till åttondelsfinal i CEV Cup och blev tvåa i polska cupen.
Säsongen 2020/2021 slutade Developres Rzeszów på första plats i grundserien med 53 poäng efter 18 vinster och 4 förluster. I slutspelet blev det en finalförlust mot Chemik Police med 3–1 i matcher.

## Säsong efter säsong
| Säsong    | Seriespel             | Seriespel  | Polska cupen | Europaspel                     |
| Säsong    | Nivå                  | Placering  | Polska cupen | Europaspel                     |
| --------- | --------------------- | ---------- | ------------ | ------------------------------ |
| 2012/2013 | II liga               | 2:a plats  |              |                                |
| 2013/2014 | I liga                | 3:e plats  | 7:e omgången |                                |
| 2014/2015 | Orlen Liga            | 11:e plats | 5:e omgången |                                |
| 2015/2016 | Orlen Liga            | 11:e plats | kvartsfinal  |                                |
| 2016/2017 | Orlen Liga            | 3:e plats  | semifinal    |                                |
| 2017/2018 | Liga Siatkówki Kobiet | 4:e plats  | kvartsfinal  | Champions League - gruppspel   |
| 2018/2019 | Liga Siatkówki Kobiet | 3:e plats  | 2:a plats    |                                |
| 2019/2020 | Liga Siatkówki Kobiet | 2:a plats  | 2:a plats    | CEV Cup - åttondelsfinal       |
| 2020/2021 | Tauron Liga           | 2:a plats  | kvartsfinal  | Champions League - gruppspel   |
| 2021/2022 | Tauron Liga           | 2:a plats  | 1:a plats    | Champions League - kvartsfinal |

Tävlingsnivå:

## Meriter
- Polska mästerskapet:
  -  2:a plats: 2020, 2021, 2022
  -  3:e plats: 2017, 2019

- Polska cupen:
  -  1:a plats: 2022
  -  2:a plats: 2019, 2020

- Polska supercupen:
  -  1:a plats: 2021

## Truppen 2022/2023
| Nr | Namn                    | Födelsedatum      | Längd  | Position |
| -- | ----------------------- | ----------------- | ------ | -------- |
| 6  | Katarzyna Bagrowska     | 5 september 2000  | 178 cm | Spiker   |
| 7  | Jelena Blagojević       | 1 december 1988   | 181 cm | Spiker   |
| 8  | Anna Stencel            | 28 augusti 1995   | 187 cm | Center   |
| 10 | Katarzyna Wenerska      | 9 mars 1993       | 180 cm | Passare  |
| 12 | Aleksandra Szczygłowska | 22 mars 1998      | 172 cm | Libero   |
| 16 | Izabella Rapacz         | 25 september 1995 | 188 cm | Spiker   |
| 20 | Daria Przybyła          | 30 maj 1991       | 172 cm | Libero   |
| 27 | Ann Kalandadze          | 10 december 1998  | 185 cm | Spiker   |
| 95 | Magdalena Jurczyk       | 28 oktober 1995   | 186 cm | Center   |
| 98 | Julia Bińczycka         | 4 januari 2002    | 172 cm | Passare  |
|    | Weronika Centka         | 6 september 2000  | 192 cm | Center   |
|    | Weronika Szlagowska     | 29 november 2001  | 188 cm | Spiker   |
|    | Gabriela Orvošová       | 28 januari 2001   | 195 cm | Spiker   |

- Tränare:  Stéphane Antiga
- Assisterande tränare:  Bartłomiej Dąbrowski
- Fysioterapeut:  Piotr Kmiotek
- Statistik:  Mateusz Janik
- Fystränare:  Artur Płonka
- Lagledare:  Paulina Peret

## Utländska spelare
| År        | Namn                      | Position |
| --------- | ------------------------- | -------- |
| 2015–2016 | Weseła Bonczewa           | Passare  |
| 2015–2016 | Ana Otasević              | Center   |
| 2015–2016 | Nikolina Jelić            | Spiker   |
| 2016–2017 | Mirosława Paskowa         | Spiker   |
| 2016–2017 | Kremena Kamenowa          | Spiker   |
| 2016–2018 | Adela Helić               | Spiker   |
| 2017–2018 | Julija Andruszko          | Spiker   |
| 2017–     | Jelena Blagojević         | Spiker   |
| 2017–2019 | Hélène Rousseaux          | Spiker   |
| 2018–2019 | Petja Barakowa            | Passare  |
| 2018–2020 | Michaela Mlejnková        | Spiker   |
| 2019      | Ewa Janewa                | Spiker   |
| 2019–2020 | Alexandra Frantti         | Spiker   |
| 2019–2020 | Natalia Valentin-Anderson | Passare  |
| 2020–2021 | Kiera Van Ryk             | Spiker   |
| 2020–2021 | Alexandra Lazic           | Spiker   |
| 2020–2021 | Juliette Fidon-Lebleu     | Spiker   |
| 2021–2022 | Bruna Honório             | Spiker   |
| 2021–     | Ann Kalandadze            | Spiker   |
| 2021–2022 | Kara Bajema               | Spiker   |
| 2022–     | Gabriela Orvošová         | Spiker   |

## Tränare
| Från             | Till             | Namn                 |
| ---------------- | ---------------- | -------------------- |
| 3 maj 2012       | 4 juni 2013      | Tomasza Kamuda       |
| 9 juni 2013      | 6 februari 2015  | Marcin Wojtowicz     |
| 6 februari 2015  | 12 februari 2015 | Stanisław Pieczonka  |
| 12 februari 2015 | 7 december 2015  | Mariusz Wiktorowicz  |
| 16 december 2015 | 24 januari 2017  | Jacek Skrok          |
| 26 januari 2017  | 17 april 2019    | Lorenzo Micelli      |
| 17 april 2019    | 16 maj 2019      | Bartłomiej Dąbrowski |
| 16 maj 2019      |                  | Stéphane Antiga      |

## Lagkaptener
| Säsong    | Namn                |
| --------- | ------------------- |
| 2012/2013 | Karolina Filipowicz |
| 2013/2014 | Karolina Filipowicz |
| 2014/2015 | Karolina Filipowicz |
| 2015/2016 | Ewa Cabajewska      |
| 2016/2017 | Katarzyna Mróz      |
| 2017/2018 | Jelena Blagojević   |
| 2018/2019 | Jelena Blagojević   |
| 2019/2020 | Jelena Blagojević   |
| 2020/2021 | Jelena Blagojević   |